# (4706) Dennisreuter
(4706) Dennisreuter est un astéroïde de la ceinture principale.

## Description
(4706) Dennisreuter est un astéroïde de la ceinture principale. Il fut découvert le 16 février 1988 à Kavalur par Rajgopalan Rajamohan. Il présente une orbite caractérisée par un demi-grand axe de 2,27 UA, une excentricité de 0,17 et une inclinaison de 8,3° par rapport à l'écliptique.

## Compléments